# Ladislav Novák (Fußballspieler)
Ladislav Novák (* 5. Dezember 1931 in Louny; † 21. März 2011 in Ostředek, Tschechien) war ein tschechoslowakischer Fußballspieler und -trainer tschechischer Herkunft. Er galt als technisch guter, kopfballstarker Linksverteidiger.

## Spielerkarriere
Ladislav Novák fing mit dem Fußballspielen bei SK Louny an, 1950 wechselte er zu Technomat Teplice. 1952 wurde der Abwehrspieler von ATK Prag (ab 1956 Dukla) verpflichtet, für den er bis 1966 spielte. Mit Dukla wurde Novák acht Mal tschechoslowakischer Meister und zweimal Pokalsieger. Er bestritt 309 Erstligaspiele. Von 1966 bis 1968 spielte er für LIAZ Jablonec und beendete anschließend seine Karriere.
Zwischen 1952 und 1966 spielte Novák 75 Mal für die tschechoslowakische Nationalmannschaft und schoss dabei ein Tor. In 71 dieser 75 Spiele war er Mannschaftskapitän, das ist bis heute tschechischer Rekord. Er nahm an der Weltmeisterschaft 1954, 1958 und 1962 teil, außerdem auch an der Europameisterschaft 1960.
Novák stand 1968 in der Weltauswahl.

### Erfolge
- Tschechoslowakischer Meister: 1953, 1956, 1957/58, 1960/61, 1961/62, 1962/63, 1963/64, 1965/66
- Tschechoslowakischer Pokalsieger: 1960/61, 1964/65
- Vizeweltmeister 1962
- 3. Platz bei der Fußball-Europameisterschaft 1960

## Trainerkarriere
Von 1968 bis 1970 und wieder zwischen 1972 und 1974 arbeitete er als Trainer bei LIAZ Jablonec. Von April 1971 bis Juli 1972 trainierte er in 15 Spielen zusammen mit Ladislav Kačáni die tschechoslowakische Nationalmannschaft. Anschließend trainierte er bis 1977 den KSC Lokeren. Seine nächste Station war 1977 bis 1979 Royal Antwerpen. In der Saison 1979/80 coachte er die Mannschaft von Germinal Beerschot. 1980 kehrte er als Trainer zu seinem ehemaligen Klub Dukla Prag zurück und gewann 1982 die Meisterschaft und 1981 sowie 1983 den Pokal. Von 1986 bis 1988 arbeitete er als Trainer bei KSK Beveren.